# Basin Street Boys (1945)
Die Basin Street Boys waren ein amerikanisches Rhythm-and-Blues-Vokalensemble, die ihre größten Erfolge in den späten 1940er-Jahren hatten.
Die Gruppe Basin Street Boys ging aus einem Vokalensemble hervor, das Ormonde Wilson Mitte der 1940er-Jahre mit Gene Price, Artie Waters und Reuben Saunders gebildet hatte. Wilson, der ein enger Freund Steve Gibson war, erinnerte sich an dessen Vokalquartett Basin Street Boys, das in den späten 1930er-Jahren durch seine Mitwirkung in Musikfilmen bekannt geworden war.  Wilson übernahm den Bandnamen für sein Ensemble, das Ende 1945 einen Plattenvertrag mit Exclusive Records in Los Angeles bekam. Anfang 1946 wirkten sie als Backup-Sänger bei Aufnahmen von Judy Carroll (Changes/I Want to Love and Be Loved, Exclusive #215) mit. Nach dieser  ersten Session entstanden die Titel Jumpin at the Jubilee/Nothing Ever Happens to Me" (#225). Ihren größten Erfolg hatten sie mit Ormond Wilsons Leadgesang in I Sold My Heart to the Junkman (#225); die B-Seite der Novelty-Song Voot Nay on the Vot Nay, stilistisch an Slim Gaillard angelehnt. Bei ihren Aufnahmen wurde sie u. a. von Lucky Thompson und dessen Band begleitet.
1947 entstanden noch weitere Titel für Exclusive, mit denen sie jedoch nicht an den Erfolg von Junkman anknüpfen konnten, Summertime Gal, This Is the End of a Dream (#229), Josephine/I'm Gonna Write a Letter to My Baby (#239), I'll Get Along Somehow (#247), Summertime Gal (#19x) und Near You/You're Mine Forever (#21x). Die Basin Street Boys traten Ende der 1940er-Jahre weiter in Clubs und in Tourneen der Theater Owners Booking Association auf.  1948 erschien auf  Mercury Records bislang unveröffentlichtes Material unter Ormonde Wilson & The Basin Street Boys, If I Can't Have You/Come to Me (Mercury #8106) und Please Give My Heart a Break/To Make a Mistake Is Human (#8120). Nachdem Leon René Anfang 1950 die Aktivitäten von Exclusive Records eingestellt hatte, nahmen sie nicht mehr auf, traten aber weiter im Nordosten der USA bis 1951 auf, als Ormonde Wilson die Band auflöste.
Die Basin Street Boys orientierten sich stilistisch am Gesang der populären Ink Spots.